# 福田中心区

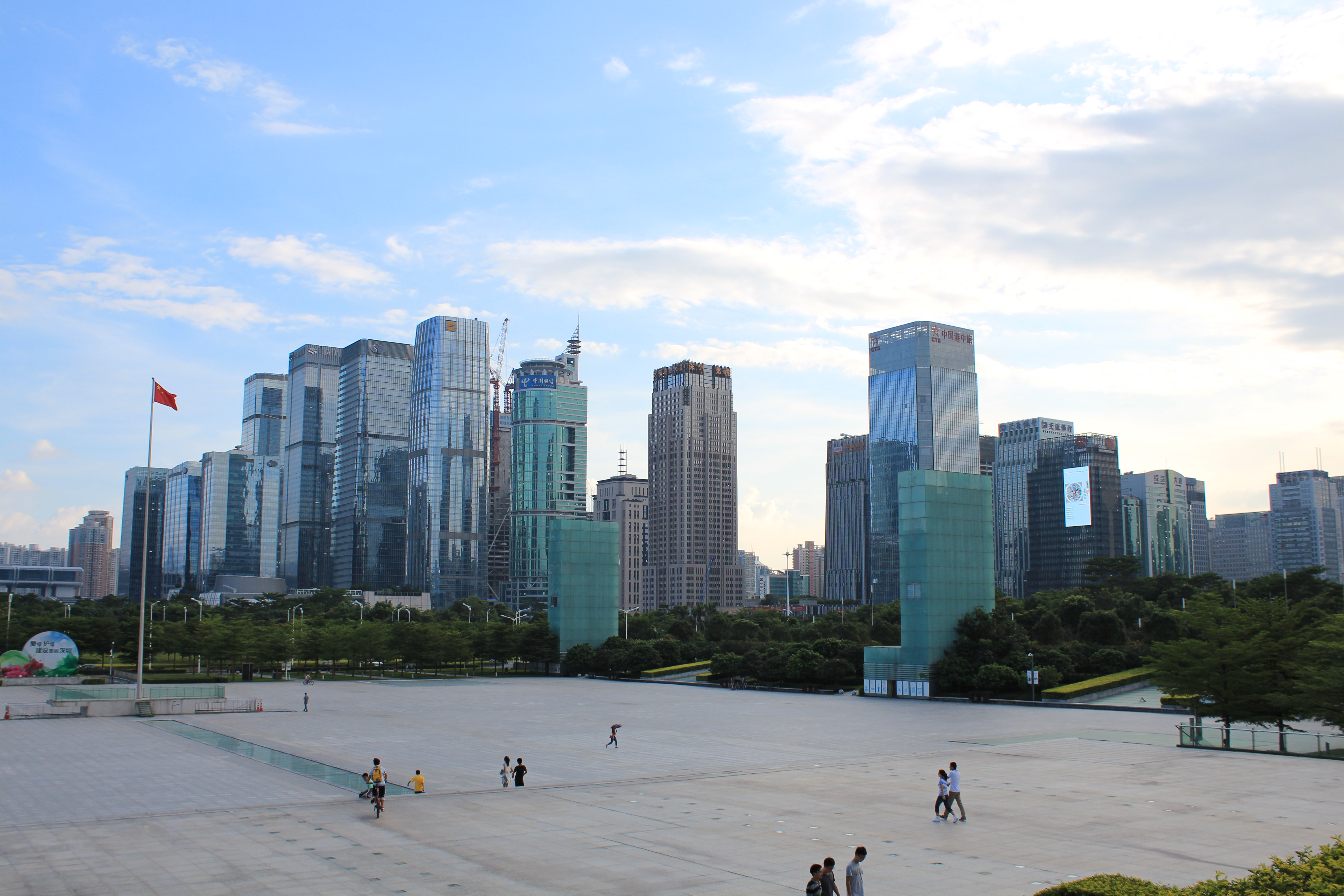
福田中心區一角。

福田中心区（亦被稱為深圳中心區）是中国广东省深圳市福田区下的一个城市規劃區，是深圳市委、市政府所在地。
按深圳市城市規劃委員會的劃界，「褔田中心區」東至彩田路、南至濱河大道、西至新州路、北至紅荔路。

## 建築地標
- 江蘇大廈
- COCO Park
- 深圳會展中心
- 連城新天地
- 深圳少年宮
- 平安國際金融中心
- 卓越世紀中心
- 國際能源大廈
- 信息樞紐大廈

## 交通

### 廣深港高速鐵路
- 福田站

### 深圳地鐵
- 市民中心站
- 會展中心站
- 購物公園站

## 圖片

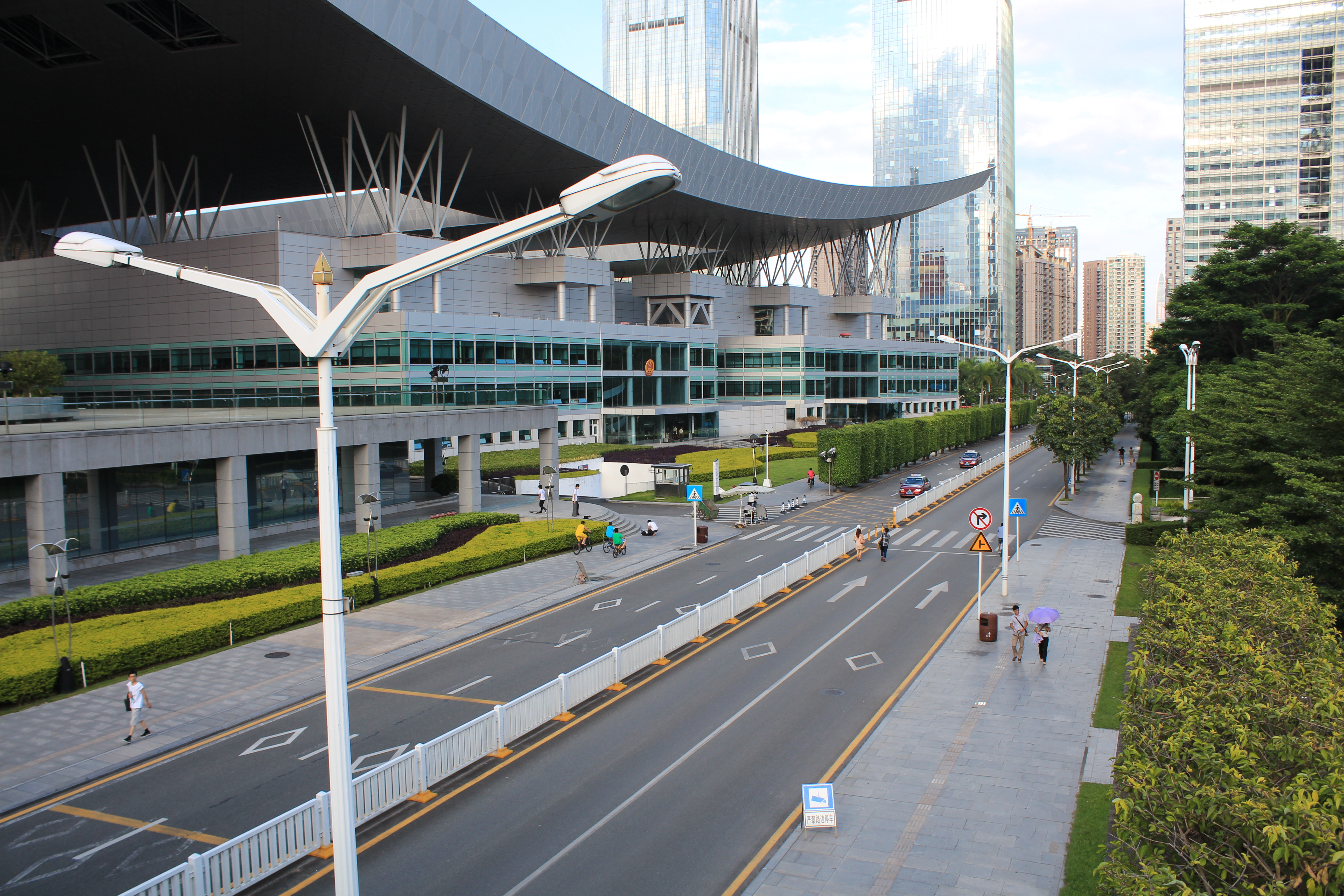
市民中心
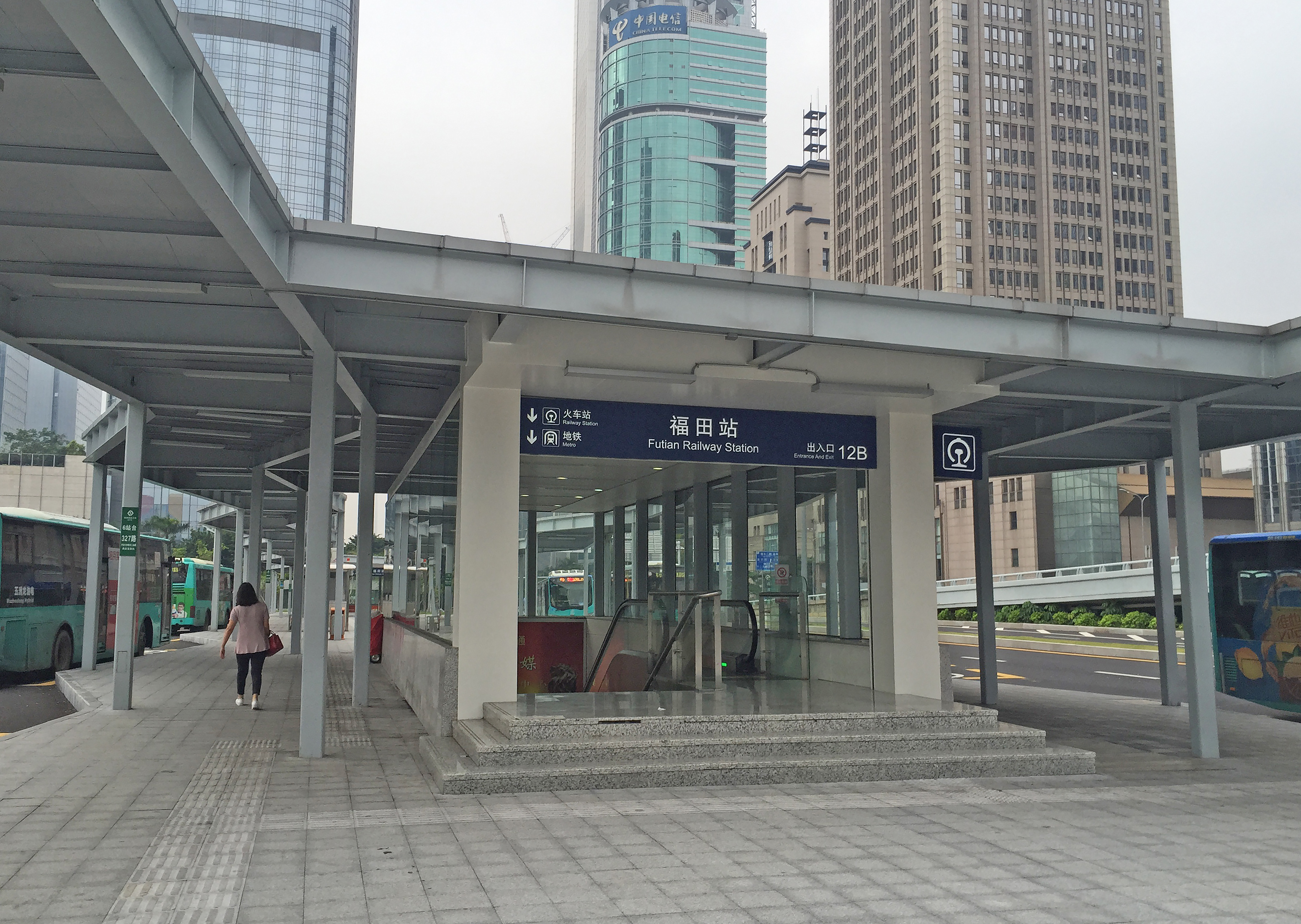
高速鐵路福田站
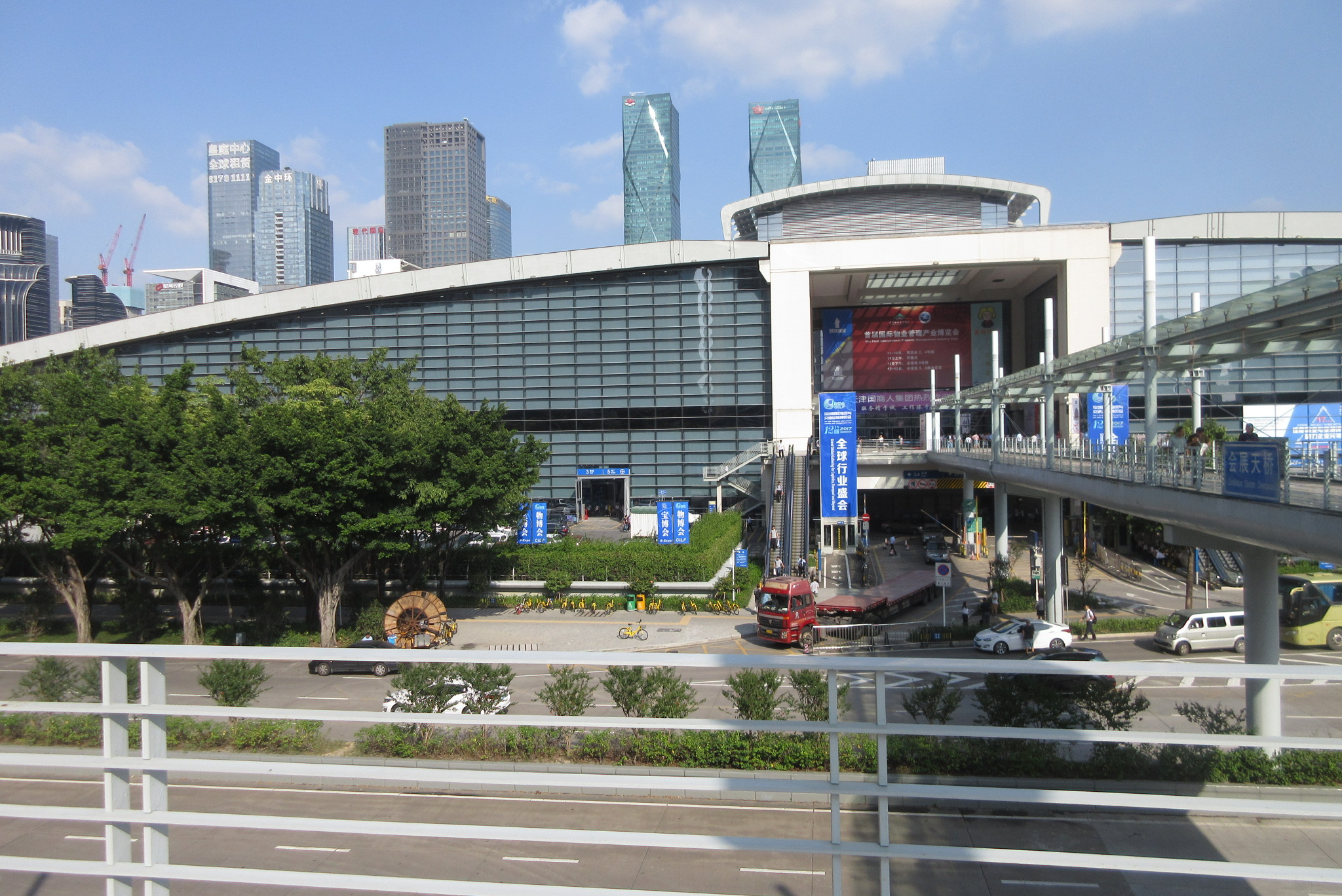
會展中心